# Octagon
Octagon es el octavo álbum de Bathory. Continúa con el estilo retro-thrash metal del álbum anterior, Requiem. 

## Lista de canciones
1. "Immaculate Pinetreeroad #930" – 2:46
2. "Born to Die" – 3:58
3. "Psychopath" – 3:19
4. "Sociopath" – 3:09
5. "Grey" – 1:14
6. "Century" – 4:08
7. "33 Something" – 3:16
8. "War Supply" – 4:41
9. "Schizianity" – 4:17
10. "Judgement of Posterity" – 5:11
11. "Deuce" (cover de Kiss) – 3:41

Toda la música y las letra por Quorthon, excepto "Deuce" por Gene Simmons.

## Créditos
- Quorthon - Guitarras, Vocalista
- Kothaar - Bajo
- Vvornth - Percusión, Batería

- Datos: Q1094402